# Ура-Тархунда
Ура-Тархунда (Уратаркунза, Ура-Таркунта) (*д/н — поч. X ст. до н. е.) — великий цар міста-держави Каркемиш.

## Життєпис
Син великого царя Шапазіті. Про Ура-Тарнунду обмаль відомостей. У знайдених написах називає себе «великим царем, героєм і царем землі Каркемиш». Ймовірно, саме за його панування остаточно оформився поділ титулів великого царя і володаря землі (ймовірно походить від хетського титулу лабарна).
На цей час Каркемиш втратив володінь на південь і південних схід, де утворилися держави Паттіна й Арпад. Водночас певна вага зберігалася на державу Меліду (на північному заході), що утворилася після розпаду держави Камману.
Наприкінці панування Ура-Тархунди ваги набрав Сухі I, що отримав титул володаря землі. Останній заснував фактично власну династію. Титул великого царя спадкував син Ура-Тархунди — Тудхалія (порядковий номер дискусійний).